# Tellaro (Lerici)
((Mario Soldati))
(Eugenio Montale, Tellaro)

Tellàro (Teàe in dialetto spezzino, Tiâe in dialetto genovese) è una frazione di 559 abitanti nel comune di Lerici, in provincia della Spezia. È stato recensito come uno dei borghi più belli d'Italia.
Tellaro è una delle borgate marinare che ogni anno partecipano al Palio del Golfo.

## Origine del nome
L’origine del toponimo Tellaro potrebbe derivare da tela o telaio per i commerci di tele e stoffe, oppure dal latino telus ad indicare il dardo, la freccia usata per la difesa, o ancora dall’etrusco o paleo-ligure tular che significa “confine del villaggio”.

## Geografia fisica

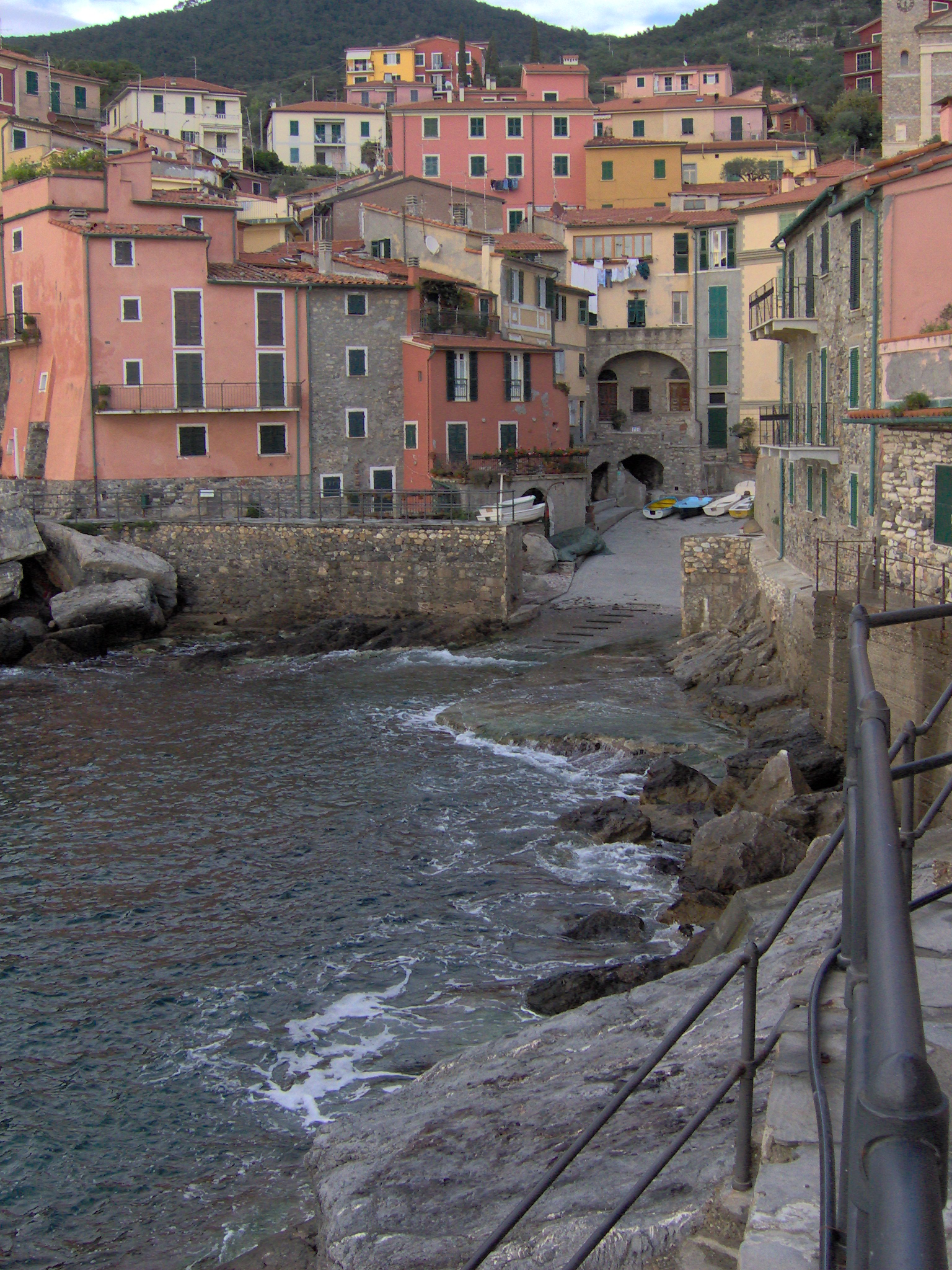
Vista del borgo di Tellaro

Il paese, frazione più orientale del comune di Lerici, è un piccolo borgo marinaro arroccato su una scogliera che si affaccia sul Golfo della Spezia.
L'unica via di comunicazione carrabile, che dal capoluogo lericino porta al borgo di Tellaro, è una strada che si dipana a picco sul mare transitando per le località di Maralunga e Fiascherino.
Il borgo è anche raggiungibile percorrendo alcuni sentieri che dai borghi a monte calano verso il mare, anche se con una certa difficoltà, per la natura aspra e impervia delle terrazze digradanti sul mare.

## Storia
La storia di Tellaro è legata a quella di Lerici e di San Terenzo, da quando nel VII sec. a.C. il Golfo di Spezia era frequentato dagli etruschi. Come tutta la zona, Lerici e i borghi vicini erano dominio degli antichi Liguri e poi conquista romana che ne fece un’importante base militare e commerciale. 
Alla caduta dell'Impero di Roma anche questo territorio segue le comuni vicende del Levante ligure, la dominazione bizantina, longobarda, franca e la ripartizione feudale.
Tra gli antichi insediamenti di questa zona si ricorda Barbazzano che sarà poi all’origine di Tellaro.

Nel XIII secolo Barbazzano divenne Comune, passando nel corso degli anni più volte dalle mani di Pisa a quelle di Genova fino al 1398 quando ritorna definitivamente sotto il dominio genovese. 

Nel XV secolo Barbazzano venne distrutto dai Saraceni. Gli scampati si rifugiarono a Tellaro, anche a causa della peste, e qui popolarono e fortificarono il borgo che già nel 1238 aveva mura e castello, avendo anche militato contro Genova nel 1284.

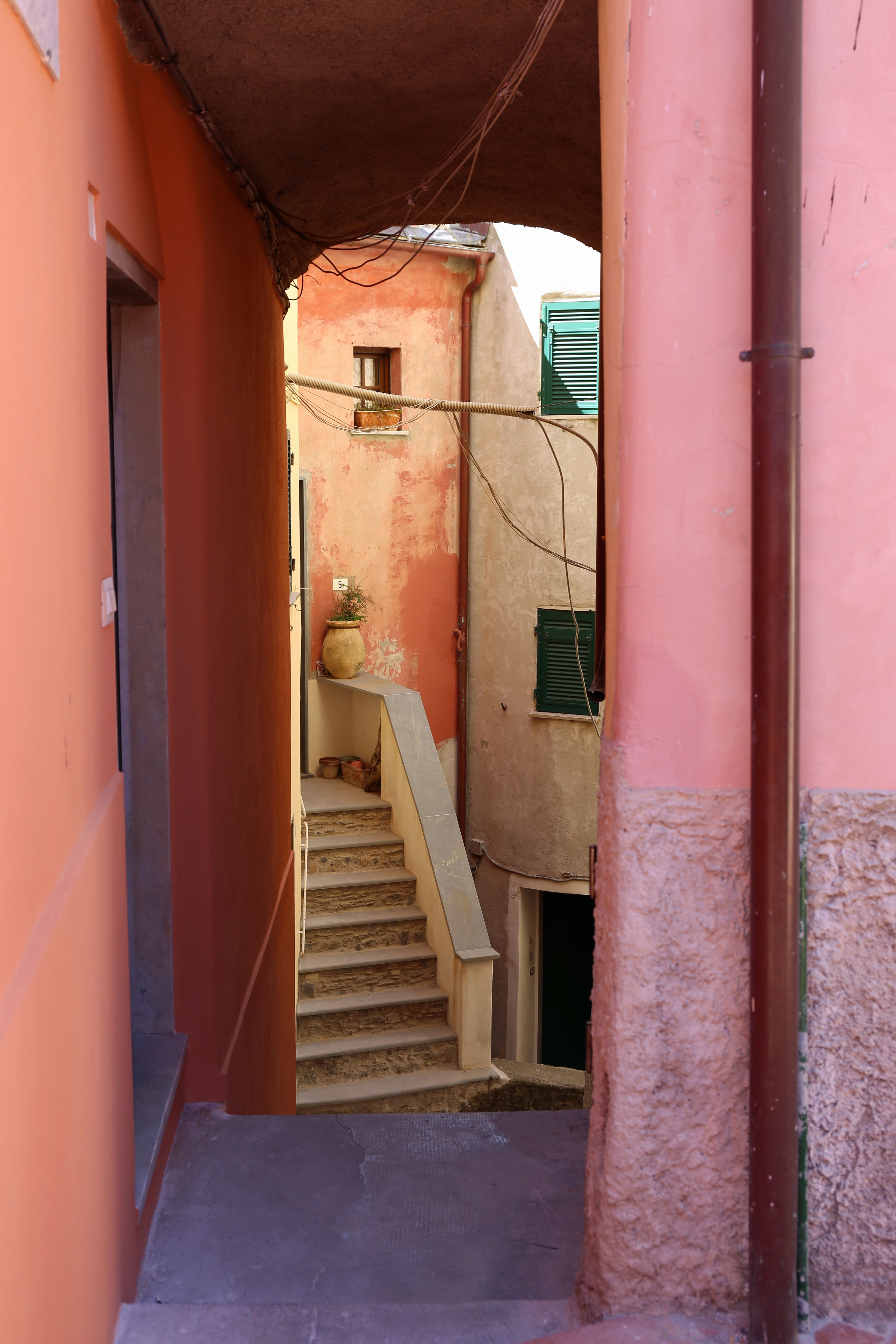
Tellaro

Il 19 luglio 1660, in una notte senza luna, il pirata Gallo d’Arenzano con la sua flotta tentò un'incursione per razziare il borgo. Nella postazione di vedetta sul campanile di San Giorgio quella notte era di guardia Marco Arzellino che, temendo di addormentarsi, si era legato alla fune della campana. Il caso volle che si addormentasse davvero e cadendo facesse suonare la campana proprio mentre i pirati sbarcavano e che quindi vennero messi in fuga. .
Secondo una leggenda invece a chiamare gli abitanti di Tellaro alla difesa del borgo fu un gigantesco polpo aggrappatosi alle funi delle campane fuoruscite per il vento. 

Fuori dalla chiesa di San Giorgio è una targa con la scritta: “Saraceni mare nostrum infestantes sunt noctu profligati quod polipus aes cirris suis sacrum pulsabat”.

## Monumenti e luoghi d'interesse

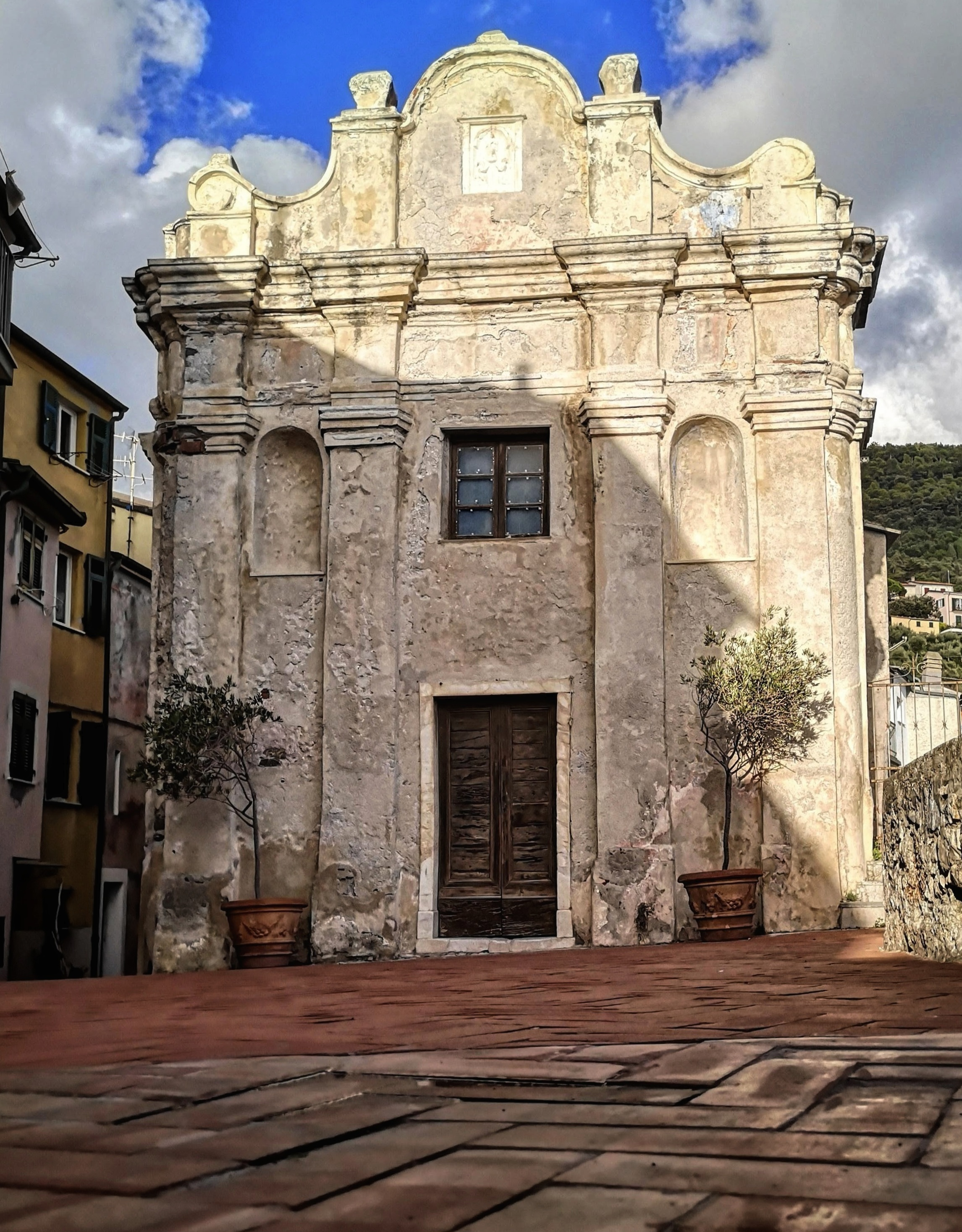
Tellaro
Oratorio di S.Maria

### Architetture religiose
- Chiesa parrocchiale di San Giorgio Martire, edificata nel XIII secolo, rimaneggiata nel XVI secolo.[5]
- Oratorio di Santa Maria (XVII secolo), ascritto al Patrimonio cuturale italiano.
- Chiesa della Stella Maris, realizzata nel 1942, suffraganea della parrocchiale.[5]

## Cultura
- Lo scrittore Mario Soldati, dal 1960 alla sua morte, stabilì la sua residenza a Tellaro.

- Suggestive storie sono legate al borgo. Tra queste la più famosa leggende è quella che racconta del salvataggio di Tellaro da un attacco notturno dei pirati saraceni provenienti dal Nordafrica ad opera d'un polpo gigante che destò la popolazione suonando a martello le campane della chiesa di San Giorgio. La leggenda ha dato vita all'annuale Sagra del polpo.

### Eventi
Tra le feste paesane di particolare suggestione è il Natale Subacqueo che la notte di Natale celebra la nascita di Gesù. 
Ogni anno la statua del Bambino emerge dalle acque trasportata da un gruppo di subacquei e depositata nella 
mangiatoia, in una cornice di oltre ottomila lumini e festeggiato da fuochi d'artificio sul mare.

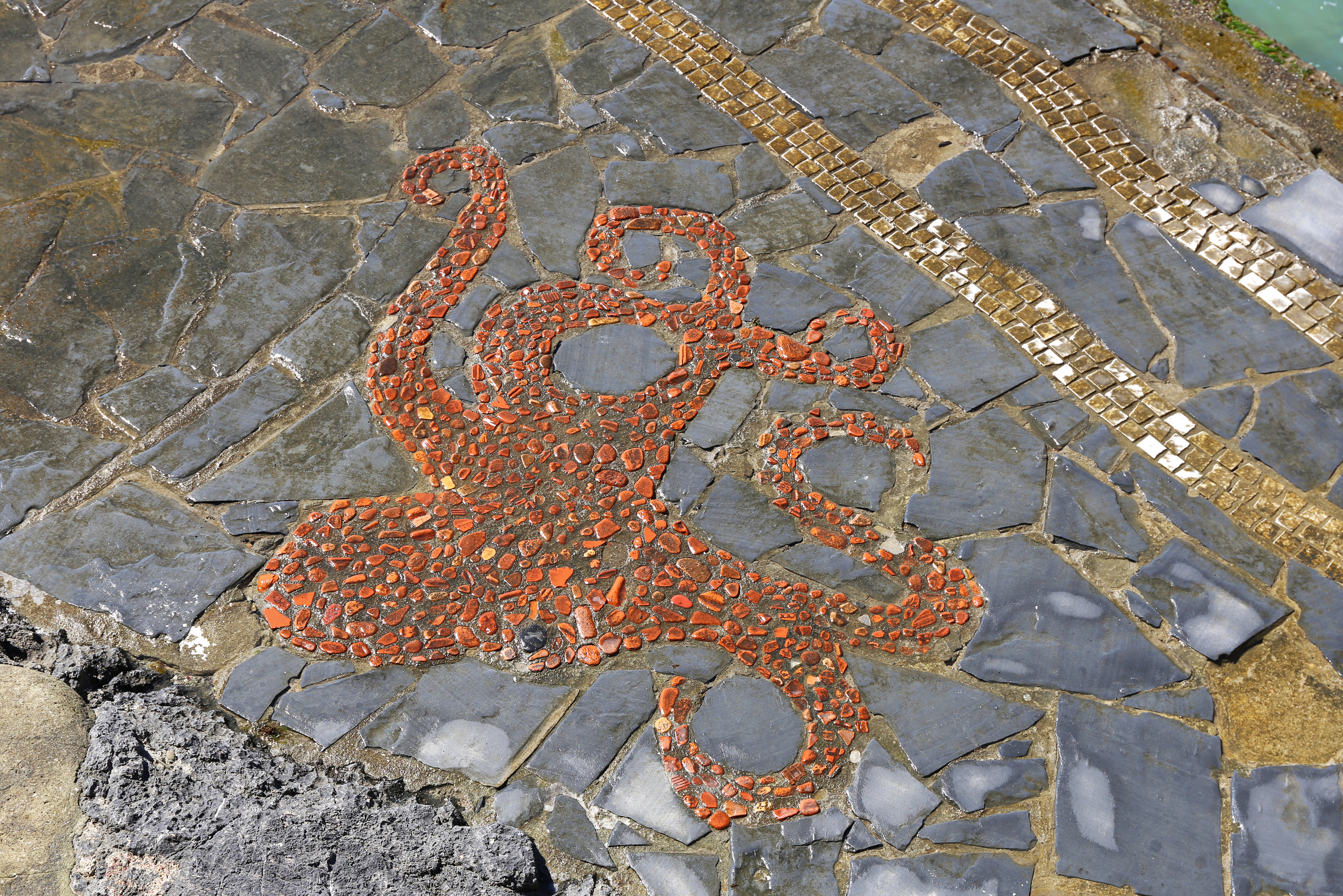
Sagra del polpo

 Il patrono di Tellaro è San Giorgio, festeggiato il 23 aprile. 
Al Santo soldato è dedicata l'antica chiesa (XVI secolo) sulla scogliera del borgo.
Tradizionale è anche la Sagra del Polpo, ogni anno alla seconda domenica di agosto.

## Voci correlate

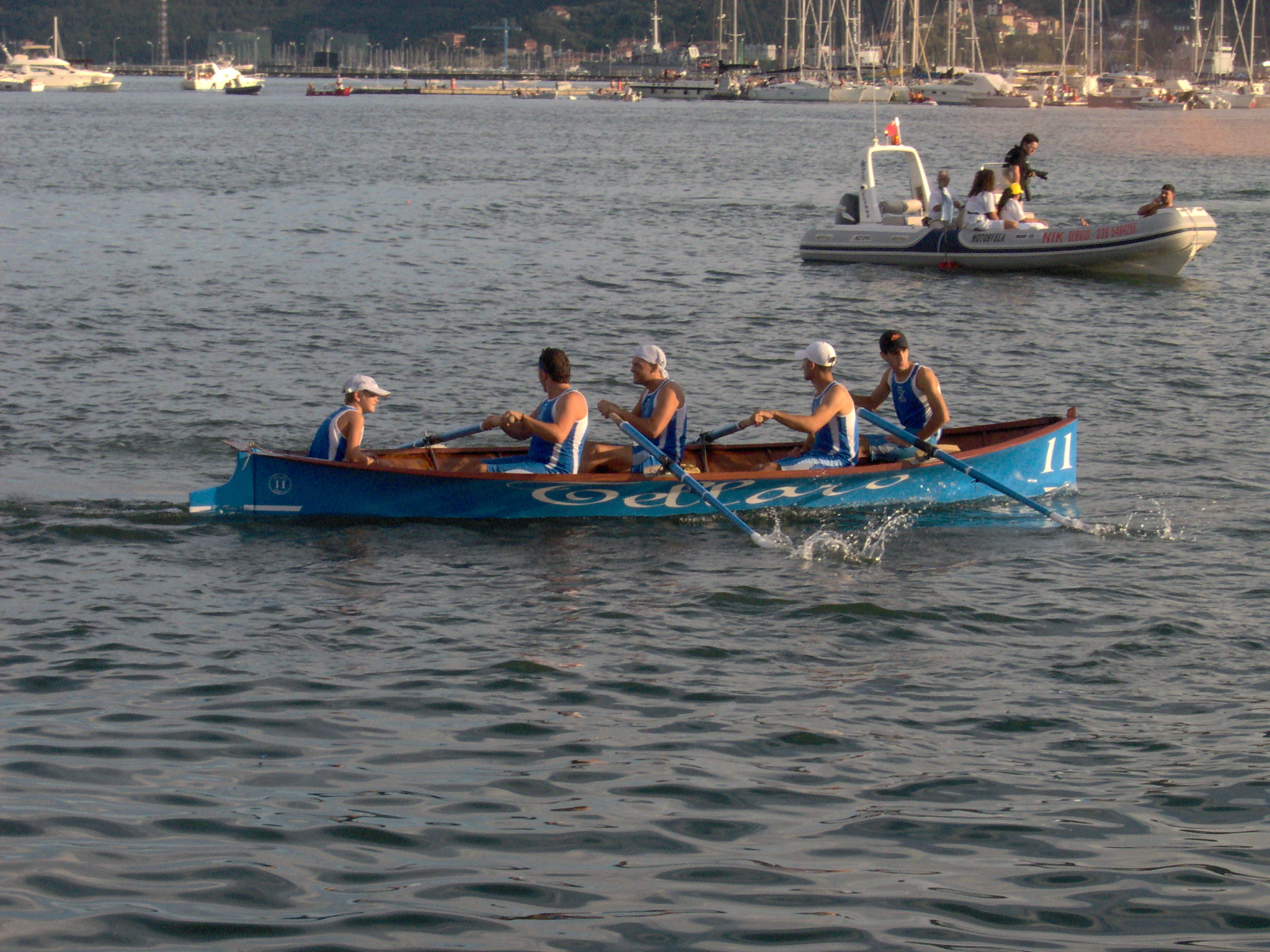
L'armo tellarese durante l'81°Palio del golfo